# Mecaphesa quercina
Mecaphesa quercina là một loài nhện trong họ Thomisidae.
Loài này thuộc chi Mecaphesa. Mecaphesa quercina được miêu tả năm 1965 bởi Schick.